# Eudissoctena minorella
Eudissoctena minorella är en fjärilsart som beskrevs av Hans Rebel 1935. Eudissoctena minorella ingår i släktet Eudissoctena och familjen säckspinnare. Inga underarter finns listade i Catalogue of Life.